# Il duca nero
Il duca nero je italský historický dobrodružný film z roku 1963, který režíroval Pino Mercanti.

## Děj
Panství krutého Cesara Borgii čelí odporu Cateriny Sforzy, která svěří krásné Ginevře úkol – zabít ho. Ginevra se však do Cesara zamiluje.

## Obsazení
- Cameron Mitchell – Cesare Borgia[2]
- Maria Grazia Spina – Ginevra
- Conrado San Martín – Riccardo Brancaleone
- Franco Fantasia – Veniero
- Gloria Osuna – Lucrezia Borgia
- Manuel Castineiras – Tancredi
- Dina De Santis – Lavinia Serpieri
- Gloria Milland – Caterina Sforza[3]
- Giovanni Vari – Morialdo
- Giulio Maculani – Giulio
- Nino Persello – Tito Serpieri
- Silvio Bagolini – Serafino
- Piero Gerlini – Gabino